# Mansion House (Londra)

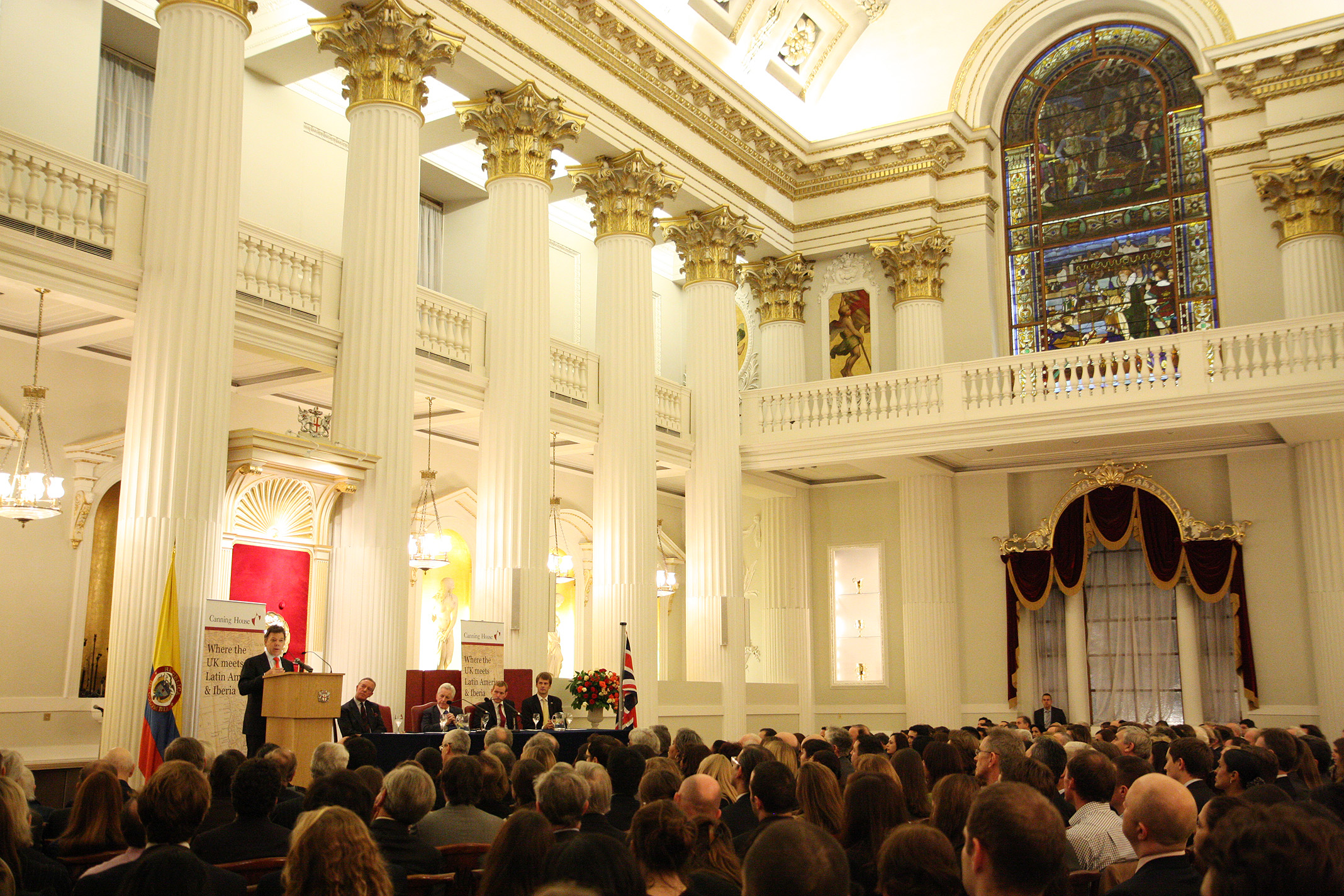
Il Presidente della Colombia Juan Manuel Santos tiene la Canning Lecture 2011, 22 novembre 2011.

La Mansion House è la residenza ufficiale del Lord sindaco della City di Londra. Viene utilizzata per alcune delle funzioni ufficiali della Città di Londra, tra cui lo svolgimento di una cena annuale, ospitata dal Lord Mayor, in cui il Cancelliere dello Scacchiere (ministro delle finanze) di solito tiene un discorso il "Mansion House Speech", sullo stato dell'economia britannica. Guildhall è un altro edificio utilizzato per importanti funzioni ufficiali a Londra.

## Edificio
La Mansion House fu costruita tra il 1739 e il 1752, nell'architettura palladiana, dall'architetto della City di Londra George Dance il Vecchio, allora molto alla moda. I disegni sono visibili al Sir John Soane's Museum. La facciata nello stile di Andrea Palladio, con sei enormi colonne corinzie, è un punto di riferimento nel paesaggio della città. Le sale ufficiali sono sontuose, come la straordinaria sala egizia lunga 27 metri.
Nascosti al pubblico, ci sono 11 celle (dieci per gli uomini e una per le donne), ricordando che l'altra funzione dell'edificio è quella di tribunale, con il Sindaco come giudice principale della Città durante il suo mandato. Emmeline Pankhurst, che fece una campagna per il diritto di voto all'inizio del XX secolo, fu incarcerata qui.